# Kabu Karudi
Kabu Karudi is een bestuurslaag in het regentschap West-Soemba van de provincie Oost-Nusa Tenggara, Indonesië. Kabu Karudi telt 1923 inwoners (volkstelling 2010).